# Jack Twyman

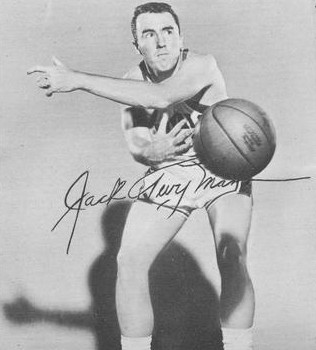
Autogrammkarte von Jack Twyman (ca. 1960er Jahre)

John Kennedy Twyman (* 11. Mai 1934 in Pittsburgh, Pennsylvania; † 30. Mai 2012 in Cincinnati, Ohio) war ein amerikanischer Basketballspieler. Zwischen 1955 und 1966 spielte er in der NBA für die Mannschaft der Rochester Royals/Cincinnati Royals. Twyman war 1,98 m groß und spielte auf der Position des Small Forward. Er war der achte Spieler der NBA-Geschichte, der die Marke von 15.000 erzielten Punkten erreichte.
Am 2. Mai 1983 wurde Twyman in die Naismith Memorial Basketball Hall of Fame aufgenommen.

## Karriere
Jack Twyman schaffte es erst in seinem Senior-Jahr, ins Basketball-Team der Central Catholic High School in Pittsburgh, Pennsylvania aufgenommen zu werden. Erst auf der University of Cincinnati entwickelte er seine überragenden Basketballfähigkeiten und wurde in seinem Abschlussjahr zum All-American gewählt.
Twyman wurde 1955 von den Rochester Royals, die 1957 nach Cincinnati umzogen und heute die Sacramento Kings sind, in der NBA-Draft 1955 ausgewählt. Er wurde zweimal ins All-NBA Second Team gewählt, war sechsmaliger All-Star und beendete seine Karriere als Spieler mit den zwanzigmeisten Punkten.
Zusammen mit ihm wurde auch der ebenfalls aus Pittsburgh stammende Rookie des Jahres Maurice Stokes von den Royals bei der NBA-Draft desselben Jahres ausgewählt. Stokes schlug am 12. März 1958 im letzten Spiel der regulären Saison mit dem Kopf auf dem Parkett auf und wurde kurzzeitig bewusstlos. Drei Tage später auf dem Rückflug von einem Play-off-Spiel gegen die Detroit Pistons verschlechterte sich sein Zustand, er fiel vorübergehend ins Koma und war auf Grund einer Enzephalopathie vollständig gelähmt. Stokes konnte sich später mit Twyman durch Augenblinzeln verständigen und begrenzt bewegen.
Weil es zum damaligen Zeitpunkt noch keinen Arbeitsschutz in der NBA gab, organisierte Jack Twyman Prominenten-Benefiz-Basketballspiele, um für Stokes' Behandlungskosten aufzukommen. Diese jährlichen Spiele wurden später von Golf-Turnieren für Profis und Amateure abgelöst. Twyman war außerdem Rechtsvormund von Stokes und besuchte ihn bis zu dessen Tod auf Grund eines Herzanfalls im Jahre 1970 regelmäßig im Krankenhaus. Nach beiden Spielern ist die seit 2013 jährlich verliehene Auszeichnung des Twyman-Stokes Teammate of the Year Awards der National Basketball Association (NBA) für selbstloses Spiel, vorbildliches Verhalten als Mentor auf und abseits des Spielfeldes, sowie Engagement für und Hingabe an das Team und die Teamkameraden benannt.
Nach seiner aktiven Karriere arbeitete Jack Twyman als Kommentator für die ABC.